# Tibetanischer Wollhase
Der Tibetanische Wollhase (Lepus oiostolus) ist eine Art der Echten Hasen innerhalb der Hasentiere. Sein Verbreitungsgebiet reicht von Nordindien und Nepal über das Hochland von Tibet bis nach Zentralchina.

## Merkmale
Der Tibetanische Wollhase ist eine mittelgroße bis große Hasenart und erreicht eine Körperlänge von ca. 40 bis 50 Zentimetern. Dabei sind die Weibchen mit durchschnittlich 45,6 Zentimetern und einem Gewicht von durchschnittlich etwa 2400 Gramm etwas größer und schwerer als die Männchen mit durchschnittlich 44,6 Zentimetern Körperlänge und einem Gewicht von durchschnittlich 2150 Gramm. Der Kopf und die Schnauze sind etwas länger als die des verwandten Kaphasen (Lepus capensis). Die Rückenfarbe reicht von braun, gelblich-braun bis gelblich-weiß, dabei ist das Fell auf dem Rücken leicht gewellt. Der Rumpf ist braun-grau bis silber-grau, der Schwanz weiß oder weiß mit grauen oder grauschwarzen Streifen. Die Bauchseite ist weiß, manchmal mit einer hellbraunen Linie in der Bauchmitte. Die Beine sind braun-weiß, wobei das Fell im Bereich der Pfoten dunkelbraun sein kann. Die Jungtiere sind vollständig braun-gelb.

## Verbreitung und Lebensraum

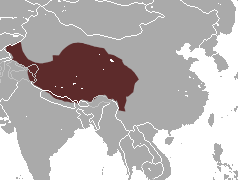
Verbreitungsgebiet des Tibetanischen Wollhasen laut IUCN

Der Tibetanische Wollhase lebt in den Steppen- und Halbwüstengebieten im Hochland von Tibet. Sein Verbreitungsgebiet reicht vom Norden des indischen Unionsterritoriums Ladakh, des indischen Bundesstaats Sikkim und Nepal über das gesamte Autonome Gebiet Tibet sowie Teile der angrenzenden chinesischen Provinzen Xinjiang, Qinghai, Gansu, Sichuan und Yunnan.
Der Lebensraum des Tibetanischen Wollhasen liegt in Höhen von 2500 bis 5200 Metern, in China in der Regel oberhalb 3500 Meter. Er lebt im halbtrockenen bis trockenen Grasland, auf Bergwiesen, trockenen Wiesen bis zu trockenen Kältewüsten im tibetanischen Hochland.

## Lebensweise
Der Tibetanische Wollhase ist vornehmlich nachtaktiv, kann jedoch auch während des Tages beobachtet werden. Er ernährt sich vor allem von Gräsern und krautigen Pflanzen. Die Brunftsaison beginnt im April und die Hasen werfen in der Regel zweimal pro Jahr, wobei der Wurf jeweils vier bis sechs Jungtiere umfasst.

## Systematik
Der Tibetanische Wollhase wird den Echten Hasen der Gattung Lepus zugeordnet. Auf der Basis von molekularbiologischen Untersuchungen wurde der Yunnan-Hase (L. comus) als Schwesterart bestätigt.
Insgesamt werden vier Unterarten des Tibetanischen Wollhasen beschrieben: Lepus oiostolus hypsibius, L. o. oiostolus, L. o. pallipes Und L. o. przewalskii, wobei letztere ursprünglich dem weit verbreiteten Kaphasen (L. capensis) zugeordnet wurde.

## Gefährdung und Schutz
Daten zu der Bestandsgröße des Tibetanischen Wollhasen liegen nicht vor. Er wird allerdings von der International Union for Conservation of Nature and Natural Resources (IUCN) aufgrund des großen Verbreitungsgebietes und der Bestandsgröße als „nicht gefährdet“ (Least concern) eingeschätzt. In Indien wurde er dagegen aufgrund des Lebensraumverlustes und des Rückgangs der Bestände als gefährdet (endangered) betrachtet. Für China und Nepal ist ebenfalls ein Rückgang des Bestandes bekannt, hier wird er jedoch als nicht gefährdet betrachtet.

## Belege
1. 1 2 3 4  Jarita Ng: Lepus oiostolus im Animal Diversity Web der University of Michigan Museum of Zoology. Abgerufen: 18. Januar 2012.
2. 1 2 3 4 5 6  Lepus oiostolus in der Roten Liste gefährdeter Arten der IUCN 2011. Eingestellt von: Indian CAMP Workshop & C.H. Johnston, 2008. Abgerufen am 18. Januar 2012.